# Putnisita
La putnisita és un mineral de recent descobriment que sembla pertànyer a la classe dels carbonats. Ha rebut el nom dels mineralogistes Andrew i Christine Putnis, de la Universitat de Münster, Alemanya.

## Característiques
La putnisita és un mineral compost d'estronci, calci, crom, sofre, carboni, oxigen i hidrogen. La putnisita té unes propietats estructurals i químiques úniques, i no sembla estar relacionada amb cap família mineralògica existent. La putnisita cristal·litza en el sistema ortoròmbic, i es presenta en petits cristalls de forma cúbica (< 0,5 mm) en roques volcàniques. Els cristalls són d'un color morat translúcid, però mostren un pleocroisme diferent (des del lila pàl·lid al gris blavós, depenent de l'angle d'observació) i deixa marques de color rosa quan es frega sobre una superfície plana.

## Formació i jaciments
Els primers exemplars de putnisita es van descobrir en un aflorament de superfície a les roques volcàniques de la península de l'os polar, en Austràlia Occidental, durant unes prospeccions mineres l'any 2012. També se n'ha trobat a la mina Armstrong, a Widgiemooltha, també a Austràlia.